# Glossaire de la géométrie symplectique
Cette page rassemble un ensemble de termes pouvant être rencontrés en géométrie symplectique.

Action
Pour un hamiltonien H défini sur une variété symplectique {\displaystyle (M,\omega )} dont le second groupe fondamental est annulé par la forme symplectique, l'action d'une courbe fermée contractile {\displaystyle x:S^{1}=\mathbb {R} /\mathbb {Z} \rightarrow M} est définie par :
{\displaystyle \pm A_{H}(x)=\int _{D}u^{*}\omega -\int _{0}^{1}H(t,x(t))dt}.
où u désigne un prolongement de x sur le disque D.
Action symplectique
Une action symplectique est une action différentiable d'un groupe de Lie G sur une variété symplectique {\displaystyle (M,\omega )} par difféomorphismes symplectiques. De manière équivalente, un morphisme de groupes de Lie {\displaystyle G\rightarrow Symp(M,\omega )} où {\displaystyle Symp(M,\omega )} désigne le groupe des difféomorphismes symplectiques de {\displaystyle (M,\omega )}.
Capacité symplectique
Donnée pour toute variété symplectique {\displaystyle (M,\omega )} d'un réel positif {\displaystyle C(M,\omega )} vérifiant :
- Pour tout plongement symplectique de N dans M, {\displaystyle C(N,\omega )=C(M,\omega )} ;
- Pour tout réel non nul r, {\displaystyle C(M,r.\omega )=|r|.C(M,\omega )}.

Champ de vecteurs hamiltonien
Champ de vecteurs X tel que le produit intérieur {\displaystyle \iota (X)\omega } de la forme symplectique par X est une forme différentielle exacte.
Champ de vecteurs symplectique
Champ de vecteurs X tel que le produit intérieur {\displaystyle \iota (X)\omega } de la forme symplectique par X est une forme différentielle fermée.
Conjecture d'Arnold
La conjecture d'Arnold affirme plusieurs résultats :
- Le nombre de points fixes pour une isotopie hamiltonienne sur une variété symplectique compacte est au moins égale à la somme des nombres de Betti de la variété.
- Un difféomorphisme hamiltonien sur une variété symplectique compacte a au moins autant de points fixes qu'une fonction de Morse doit avoir de points critiques.

Conjecture de Weinstein
La conjecture de Weinstein affirme l'existence de caractéristiques fermées pour les hypersurfaces convexes
Courbe holomorphe
Pour une structure presque complexe J, une courbe holomorphe est la donnée d'une surface de Riemann {\displaystyle \Sigma } et d'une application {\displaystyle u:\Sigma \rightarrow M} telle que {\displaystyle du\circ i=J\circ du}.
Déterminant de Fredholm
Le déterminant de Fredholm est un fibré en droites complexes sur l'espace des applications de Fredholm entre deux espaces de Hilbert.
Difféomorphisme hamiltonien
Un difféomorphisme hamiltonien d'une variété symplectique est un difféomorphisme obtenu dans une isotopie hamiltonienne.
Difféomorphisme symplectique
Un difféomorphisme symplectique sur une variété symplectique est un difféomorphisme préservant la forme symplectique.
Distance de Hofer
La distance de Hofer est une distance bi-invariante définie sur le groupe des difféomorphismes hamiltoniens d'une variété symplectique compacte ; elle a été introduite par Hofer en 1990. La distance de Hofer d'un difféomorphisme hamiltonien à l'identité mesure l'oscillation minimale nécessaire pour qu'un hamiltonien engendre le difféomorphisme.
Énergie de déplacement
Pour un ouvert propre U d'une variété symplectique, l'énergie de déplacement est :
{\displaystyle e(U)=\inf(d(Id,\psi ),\psi (U)\cap U=\emptyset )}
où l'infinimum porte sur tous les difféomorphismes hamiltoniens à support compact et d désigne la distance de Hofer. Conventionnellement, l'infinimum de l'ensemble vide est l'infini.
Forme de Liouville
1-forme différentielle canonique définie sur les fibrés cotangents ; unique 1-forme différentielle sur {\displaystyle T^{*}M} dont le tiré en arrière par une section {\displaystyle \alpha } est {\displaystyle \alpha } vue comme une 1-forme différentielle sur M.
Forme symplectique
2-forme différentielle fermée définissant en tout point une forme bilinéaire alternée non dégénérée.
Forme volume
Forme différentielle de degré maximal ne s'annulant en aucun point.
Groupe symplectique linéaire
Le groupe symplectique linéaire, noté {\displaystyle Sp(2n)} ou {\displaystyle Sp(n)}, est le groupe des isomorphismes linéaires réels de {\displaystyle C^{n}} préservant la forme symplectique canonique (la partie imaginaire du produit hermitien).
Hamiltonien
Sur une variété symplectique {\displaystyle (M,\omega )}, un hamiltonien est une fonction différentiable {\displaystyle H:I\times M\rightarrow \mathbb {R} } où I est un intervalle de {\displaystyle \mathbb {R} } contenant 0 ou un quotient {\displaystyle \mathbb {R} /T\mathbb {Z} }. Dans ce cas, on parle de hamiltonien T-périodique.
Isotopie hamiltonienne
Isotopie obtenue par intégration d'un champ de vecteurs hamiltonien dépendant du temps. Il est possible de prouver que ce sont exactement les isotopies constituées de difféomorphismes hamiltoniens.
Isotopie symplectique
Isotopie obtenue par intégration d'un champ de vecteurs symplectique dépendant du temps. Il est possible de prouver que ce sont exactement les isotopies constituées de difféomorphismes symplectiques.
Nombre de Betti
Les nombres de Betti d'une variété différentielle sont les dimensions sur Q des groupes de cohomologie à coefficients rationnels.
Sous-variété lagrangienne
Dans une variété symplectique de dimension 2n, une sous-variété lagrangienne est une sous-variété différentielle de dimension n sur laquelle la forme symplectique induit une forme identiquement nulle.
Spectre d'action
Pour un hamiltonien H sur une variété symplectique dont le second groupe fondamental est annulé par la forme symplectique, le spectre d'action de H est l'ensemble des actions des orbites 1-périodiques contractiles. C'est une partie compacte de R de largeur strictement positive.
Sphère holomorphe
Voir courbe holomorphe.
Structure presque complexe
Sur une variété, une structure presque complexe est un champ d'opérateurs dont le carré vaut moins l'identité.